# Marvel Studios: Легенди
«Marvel Studios: Леге́нди» (англ. Marvel Studios: Legends) — американський документальний міні-серіал, створений для сервісу потокового мовлення Disney+ і заснований на персонажах Marvel Comics, які з'являлися в Кіновсесвіту Marvel. Проєкт розробляється Marvel Studios. У кожному епізоді виділяються ключові моменти історій персонажів кіновсесвіту.
Серіал був вперше анонсований в грудні 2020 року. Прем'єра перших двох серій «Marvel Studios: Легенди» відбулася 8 січня 2021 року.

## Опис
В очікуванні майбутніх фільмів і телесеріалів Четвертої фази кіновсесвіту, проєкт досліджує окремих героїв, лиходіїв, важливі артефакти, ключові моменти кінематографічної всесвіту Marvel і сплетіння сюжетних ліній.

## Виробництво
Про проєкт «Marvel Studios: Легенди» було оголошено в грудні 2020 року. Багато коментаторів вважають, що серіал стане певним кліп-шоу, яке дозволить глядачам кіновсесвіту освіжити в голові історії персонажів, а для нової аудиторії замінить перегляд всіх минулих проектів Marvel Studios. Хаїм Ґартенберґ з видання «The Verge» порівняв «Легенди» з односторінкового коміксами-дайджестами Marvel Comics.
Серіал складається з міні-епізодів, складених з кадрів попередніх фільмів КВМ, у яких фігурує заявлений персонаж. Метт Ґолдберґ з видання «Collider» порахував, що проєкт «Marvel Studios: Легенди» не коштував Disney або Marvel Studios «чогось більшого, ніж просто робота монтажерів і трохи музики», з огляду на тривалість і зміст кожного епізоду.

## Епізоди
| № серії | Назва серії                                    | Пов'язаний проєкт з КВМ         | Оригінальна дата виходу |
| ------- | ---------------------------------------------- | ------------------------------- | ----------------------- |
| 1       | «Ванда Максимова» «Wanda Maximoff»             | ВандаВіжен                      | 8 січня 2021            |
| 2       | «Віжен» «Vision»                               | ВандаВіжен                      | 8 січня 2021            |
| 3       | «Сокіл» «Falcon»                               | Сокіл та Зимовий солдат         | 5 березня 2021          |
| 4       | «Зимовий солдат» «The Winter Soldier»          | Сокіл та Зимовий солдат         | 5 березня 2021          |
| 5       | «Земо» «Zemo»                                  | Сокіл та Зимовий солдат         | 12 березня 2021         |
| 6       | «Шерон Картер» «Sharon Carter»                 | Сокіл та Зимовий солдат         | 12 березня 2021         |
| 7       | «Локі» «Loki»                                  | Локі                            | 4 червня 2021           |
| 8       | «Тесеракт» «The Tesseract»                     | Локі                            | 4 червня 2021           |
| 9       | «Чорна вдова» «Black Widow»                    | Чорна вдова                     | 7 липня 2021            |
| 10      | «Пеґґі Картер» «Peggy Carter»                  | А що як...?                     | 4 серпня 2021           |
| 11      | «Ініціатива месники» «The Avengers Initiative» | А що як...?                     | 4 серпня 2021           |
| 12      | «Спустошувачі» «The Ravagers»                  | А що як...?                     | 4 серпня 2021           |
| 13      | «Десять кілець» «The Ten Rings»                | Шан-Чі та легенда десяти кілець | 1 вересня 2021          |
| 14      | «Гокай» «Hawkeye»                              | Соколине око                    | 12 листопада 2021       |

## Випуск
Перші два епізоди «Marvel Studios: Легенди» вийшли на Disney+ 8 січня 2021 року. Оскільки компанією Marvel Studios не було зазначено графік випуску серій, то Ден Оті з «GameSpot» назвав «ймовірним» реліз епізодів перед виходом кожного нового телесеріалу від Marvel на стрімінг-сервісі Disney+.

## Реакція
Метт Ґолдберґ з «Collider» описав «Легенди» як «поліпшені фанатські відео, які привносять в нові серіали Marvel крос-просування», що було «непогано». Проте, хотілося б, щоб проєкт «пропонував щось нове», наприклад, закадрові інтерв'ю акторів про своїх персонажів або свіжі тизери та уривки. Чарлі Ріджлі написав для Comicbook.com, що реліз «Легенд» неймовірно зручний для Marvel, враховуючи, що в 2020 році не вийшов ні одного проєкту студії. Ріджлі зазначив, що глядачі, вже знайомі з історіями персонажів, «можуть не знайти необхідності» в цьому новому проєкті, оскільки він «в буквальному сенсі просто підсумував події фільмів». Однак для глядачів, які можливо, не так сильно стежили за подіями кіновсесвіту, але зацікавлені в телесеріалах на Disney+, цей міні-проєкт може «відмінно освіжити пам'ять» про те, що відбувалося в КВМ.